# Miloš Spasić
Miloš Spasić (serbisch-kyrillisch Милош Спасић; * 29. Jänner 1998 in Wien) ist ein österreichisch-serbischer Fußballspieler.

## Karriere
Spasić begann seine Karriere beim Rennweger SV 1901. 2009 wechselte er in die Jugend des FK Austria Wien. 2013 kam er in die Akademie des FC Admira Wacker Mödling. Im April 2016 spielte er erstmals für die Amateure der Admira in der Regionalliga, als er am 21. Spieltag der Saison 2015/16 gegen die Amateure des FK Austria Wien in der Startelf stand.
Im April 2017 stand er gegen den SCR Altach erstmals im Kader der Profis. Zur Saison 2017/18 rückte er in den Profikader auf. In jener Saison kam er allerdings zu keinem Einsatz für die Profis, aber zu 22 Einsätzen für die Regionalligamannschaft.
Sein Debüt für die Profis gab Spasić am 20. Juli 2018, als er im ÖFB-Cup-Spiel gegen den SC Neusiedl am See in der Startelf stand. Am 26. Juli 2018 kam er erstmals in einem internationalen Spiel zum Einsatz, als er im Zweitrundenhinspiel der Europa-League-Qualifikation gegen ZSKA Sofia von Beginn an zum Einsatz kam. Am 29. Juli 2018 debütierte er in der Bundesliga, als er am ersten Spieltag der Saison 2018/19 gegen den SK Rapid Wien in der Startelf stand.
Nach insgesamt 27 Bundesligaeinsätzen für die Profis und acht Jahren beim Verein verließ er die Niederösterreicher nach der Saison 2020/21. Nach einem halben Jahr ohne Verein wechselte er im Jänner 2022 nach Griechenland zum Zweitligisten AO Kavala. Für Kavala absolvierte er bis Saisonende 18 Partien in der Super League 2, aus der er mit dem Team aber abstieg. Daraufhin verließ er Griechenland wieder. Nach erneut einem Halbjahr ohne Klub wechselte er im Jänner 2023 nach Litauen zum FK Riteriai. Für Riteriai spielte er zwölfmal in der A Lyga, ehe er Litauen im Juli 2023 verließ.
Nach einem Jahr ohne Klub wechselte Spasić zur Saison 2024/25 zum österreichischen Zweitligisten Floridsdorfer AC, bei dem er einen bis 2025 laufenden Vertrag erhielt. Für den FAC absolvierte er 20 Zweitligaspiele. Nach der Saison 2024/25 verließ er die Wiener per Vertragsende.
Zur Saison 2025/26 wechselte Spasić anschließend zu Ligakonkurrent SV Stripfing.